# バトルパス
コンピュータゲーム業界におけるバトルパス（battle pass）はゲームをプレイし特定の課題を達成することにより、プレイヤーにゲーム内アイテムの報酬が付与されるティア（階層）システムを介してゲームの追加コンテンツを提供するマネタイズ（収益化）手法の一種。シーズンパスのチケットシステムから発想を得て2013年の『Dota 2』に端を発するバトルパスモデルは、2010年代後半からサブスクリプション方式とルートボックスの代替としてより多く使われるようになった。

## コンセプト
ゲーム内では、バトルパスはプレイヤーに無料で提供される場合やマイクロトランザクションを介してパスの購入が必要となる場合がある。バトルパスを取得するとプレイヤーに報酬付きの複数のティアが提示される。ティアを完了するのに十分な経験値を得ることにより、プレイヤーはそのティアで提供される報酬を入手する。これらの報酬は通常、キャラクターや武器のカスタマイズオプション（「スキン」とも呼ばれる）、エモート、その他のゲームプレイに影響しない要素など事実上表面的なものである。より魅力的な報酬はより高いレベルのティアで提供され、プレーヤーはこれらのユニークなスキンをステータスシンボルとして他のプレイヤーに見せつけることができる。経験値は通常のゲームプレイ、多くの場合ゲーム内のチャレンジの達成で得られるが、一部のゲームはマイクロトランザクションを利用してバトルパスの進行を速める方法を提供している。無料と有料の両方のバトルパスを提供するゲームでは無料パスの報酬付きのティア数は（有料パスと比べて）大幅に制限されている場合があるが、プレイヤーの無料パスの進捗状況は有料バトルパスにも反映されているため、いつでもバトルパスを購入して無料で進めたレベルまでの有料パスの報酬を獲得できるようになっている。 
バトルパスとパスに含まれる報酬の入手期間は限られており、数ヶ月間のみ入手可能な場合が最も一般的である。その後、一連の新しい報酬付きの新シーズンのバトルパスを取得できる。バトルパスはゲームによって名称が異なる場合があり、例えば『ロケットリーグ』では「Rocket Pass」、『PUBG』では「Survivor Pass」を提供している。 

## 歴史
バトルパスのコンセプトとして最初に知られている例の1つは、年次eスポーツ大会「The International 2013」の関連イベント中に、Valve Corporationの『Dota 2』で見られた。「一覧」（Compendium）と呼ばれたそれは、購入したプレーヤーにユニークなゲーム内コンテンツおよびその他の機能を提供し、それから得られるすべての収益の25％がイベントの賞金プールに充てられた。 2016年にValveはより大きなInternational Battle Passに「一覧」を搭載し、その後2018年に月額のサブスクリプション機能Dota Plusを導入した。また、Valveは2015年以降、『Team Fortress 2』において特別イベントと併せて「campaign pass」を追加している。campaign passは、パスを購入したプレイヤーに対してイベント中に達成するとユニークなスキンを入手できる数多くのチャレンジを付与した。
これらのパスの人気はEpic Gamesの『フォートナイト バトルロイヤル』で使用されたことで2018年に大幅に増加した。同作が史上稀にみる規模での成功を収めたことでパスのマネタイズ方法に大きな関心を集めた。このfree-to-playゲームは、シーズンごとに10週間続く「シーズン」主導のリリーススケジュールを採用し、その間に新しいスキンアイテムとエモートのセットが提供された。新たに作られた「バトルパス」は、ゲームのプレイヤー数が大幅に増加した時期のシーズン2から追加され、それ以降同作で用いられ続けている。バトルパスはV-bucksと呼ばれるゲーム内通貨で購入できるが、V-bucksはマイクロトランザクションを介してリアルマネーで購入するか『フォートナイト 世界を救え』で獲得する必要がある。アナリストのマイケル・パクターは、2018年2月のシーズン3の初日にEpicが500万以上のバトルパスを販売し、1日で5000万米ドル以上の収益を上げたと推定している。2018年3月にモバイル端末でもフォートナイトがプレイできるようになったことでゲームの収益推計は主にバトルパスの販売によりそれからの数か月で月間数億ドルの規模に増加した。 
フォートナイトが成功を収めていたその時、ゲーム業界はプレイヤーが金を払ってランダムなゲーム内アイテムが入っているボックスを開ける別のマネタイズ手法「ルートボックス」の問題に対応していた。2017年後半以降、ルートボックスの使用は特に若年プレイヤーにギャンブルを促進すると考えていた業界と一部の政府関連団体の調査対象となっている。一方、バトルパスはプレイヤーがすべてのティアを完了するのに多大な時間を費やす必要がある場合でも、獲得できるすべての報酬を確認できることでプレイヤーが納得してゲームをプレイし続けられるためルートボックスより好ましい選択肢と見なされた。さらに、プレイヤーが購入でティアを完了できる手段を提供することにより、パブリッシャーは追加の収益を得ることができる。 
フォートナイトのバトルパス手法の成功とルートボックスの論争に対する疲弊と相まって他のパブリッシャーがバトルパス使用の評価を始めており、ゲームジャーナリストはルートボックスに従来依存していたゲームまたはサービスとしてのゲーム（GaaS）は、代替としてバトルパスの提供を開始し得ると理論づけた。